# Acropora natalensis
Acropora natalensis е вид корал от семейство Acroporidae.

## Разпространение
Видът е разпространен в Британска индоокеанска територия, Индия, Коморски острови, Мавриций, Мадагаскар, Майот, Малдиви, Мозамбик, Реюнион, Сейшели и Шри Ланка.

## Описание
Популацията им е намаляваща.